# Symfonie nr. 10 (Holmboe)
Vagn Holmboe voltooide zijn Symfonie nr. 10 in 1971, maar reviseerde hem al het daaropvolgende jaar.
Holmboe vond dat er eigenlijk geen goede symfonie meer geschreven kon worden na de genrewerken van Carl Nielsen. Zelf hield hij zich daar niet aan; hij zou er veertien componeren. Deze Symfonie nr. 10 is de elfde in de reeks; tussen zijn Symfonie nr. 8 en nummer 9 schreef hij een ongenummerde symfonie.
Over deze symfonie is weinig bekend. Knud Ketting, schrijver bij Bis Records zag dat de symfonie gelieerd is aan het gedicht Eidolons van Walt Whitman (staat ook afgedrukt in de partituur) en zag daarin overeenkomsten met de stijl Metamorfose van Holmboe. Eidolons (schimmen) ontstaan als kleine kern maar hebben de neiging steeds groter uit te pakken. Holmboe schreef dit werk in drie delen:
1. Poco sostenuto – Allegro espansivo (de eerste maat is voor de slagwerkgroep)
2. Andante affettuoso
3. Allegro con forza.

De symfonie kwam er na een verzoek van dirigent Sixten Ehrling, die dan ook op 27 januari 1972 de première gaf met het Detroit Symphony Orchestra in Detroit (Michigan). Nog voor de Deens première driekwart jaar later had de componist het werk gereviseerd. Die Deense première werd geleid door een dirigent in opkomst Herbert Blomstedt.   
Musicweb vond het een krachtig werk met veel onrust; desalniettemin is er in 2021 slechts één opname bekend.
Orkestratie:
- 1 piccolo, 2 dwarsfluiten, 2 hobo’s, 1 althobo,  2 klarinetten, 1 basklarinet, 2 fagotten, 1 contrafagot
- 4 hoorns, 3 trompet, 3 trombones, 1 1 tuba
- pauken, 2 man/vrouw percussie, celesta
- violen, altviolen, celli,  contrabassen

Symfonie nr. 1 · nr. 2 · nr. 3 · nr. 4 · nr. 5 · nr. 6 · nr. 7 · nr. 8 · Sinfonia in memoriam · nr. 9 · nr. 10 · nr. 11 · nr. 12 · nr. 13 ·